# Theano
Theano — библиотека численного вычисления в Python. Вычисления в Theano выражаются NumPy-подобным синтаксисом и компилируются для эффективных параллельных вычислений как на обычных CPU, так и на GPU.
Theano является проектом с открытым исходным кодом, основным разработчиком которого является группа машинного обучения в Монреальском университете.
28 сентября 2017 года было объявлено о прекращении работы над проектом после выхода релиза 1.0, при этом обещано сохранение его минимальной поддержки в течение одного года.

## Описание системы
Theano представляет собой библиотеку на языке Python для вычислений с многомерными массивами данных.
Основные математические методы, операции и структуры данных, поддерживаемые Theano:
- работа с тензорами через структуру numpy.ndarray и поддержка множества тензорных операций
- работа с разреженными матрицами через структуры SciPy.{csc, csr, bsr}_matrix и поддержка ряда операций с ними
- многочисленные методы линейной алгебры, включая достаточно сложные
- возможность в режиме работы создавать новые операции с графами
- многочисленные операции по преобразованию графов
- поддержка языка Python версий 2 и 3
- поддержка GPU (CUDA и OpenCL)
- поддержка стандарта Basic Linear Algebra Subprograms (BLAS) для процедур линейной алгебры

Планируется использование и поддержка следующих сред — C/C++, PTX, CAL, AVX

## Пример кода
Следующий код — оригинальный пример Theano. Он определяет вычислительный граф с двумя скалярами a и b типа double и операцией между ними (сложением), а затем создаёт функцию f, которая выполняет собственно вычисление.
```
import
 
theano

from
 
theano
 
import
 
tensor

# Declare two symbolic floating-point scalars

a
 
=
 
tensor
.
dscalar
()

b
 
=
 
tensor
.
dscalar
()

# Create a simple expression

c
 
=
 
a
 
+
 
b

# Convert the expression into a callable object that takes (a, b)

# values as input and computes a value for c

f
 
=
 
theano
.
function
([
a
,
 
b
],
 
c
)

# Bind 1.5 to 'a', 2.5 to 'b', and evaluate 'c'

assert
 
4.0
 
==
 
f
(
1.5
,
 
2.5
)

```

## Ссылка
- github.com/Theano/ — официальный сайт Theano (GitHub) (англ.)
- Theano Архивная копия от 8 ноября 2020 на Wayback Machine на Глубинном обучении, Монреальский университет (англ.)